# Bitwa pod Cropredy Bridge
Bitwa pod Cropredy Bridge – starcie zbrojne, które miało miejsce 29 czerwca 1644 podczas angielskiej wojny domowej (1642–1651). Bitwa ta była ostatnim zwycięstwem na angielskiej ziemi przez armię będącą pod wodzą króla Anglii Karola I. Przeciwnikiem armii królewskiej była armia Parlamentu dowodzona przez Wallera.

## Wstęp
W tym momencie długiego konfliktu zdawało się, że decydujące zwycięstwo Parlamentu jest blisko. Połączone armie Parlamentu Wallera i hrabiego Essexa zmusiły króla do opuszczenia Oksfordu, jego wojennej stolicy, i marszu na zachód w poszukiwaniu bezpiecznego schronienia. Następnie 7 czerwca Essex i Waller postanowili, że Essex pójdzie a zachód by uwolnić od oblężenia Lyme Regis, a Waller w tym czasie będzie szedł za królem.
To pozwoliło królowi wrócić do Oksfordu i zebrać posiłki. Waller, nie mogąc przechwycić wojsk królewskich, ruszył do Gloucester po zaopatrzenie. Dnia 24 czerwca maszerował z Gloucester do Stow on the Wold, gdzie dostał wiadomość o armii królewskiej maszerującej na wschód, a wkrótce dostał rozkazy by ruszyć za królem w pościg. Dnia 27 czerwca Waller dotarł do Hanwell Castle, położonego na wyżynnym terenie na zachód od rzeki Cherwell, 5 mil od pozycji armii królewskiej znajdującej się w Edgecote. Z zapadnięciem nocy król postanowił stoczyć bitwę, wydając rozkazy marszu w kierunku armii Parlamentu Wallera.

## Bitwa
W niedzielę 29 czerwca wojska Wallera kontynuowały śledzenie ruchów armii królewskiej po drugiej stronie rzeki Cherwell. Obie armie stanęły twarzą w twarz po obu stronach Cherwell. Żadna z nich nie przejawiała ochoty na przeprawę pod ogniem dział nieprzyjaciela. Obie armie maszerowały wzdłuż rzeki, oddalone o milę od siebie.
Król otrzymał alarmującą wieść, że 300 dodatkowych jeźdźców zbliża się od północy do armii Wallera. W odpowiedzi na to wydzielił oddział dragonii pod wodzą lorda Brentforda, by obstawił most w Cropredy i nie dopuścił do wzmocnienia sił Parlamentu.
Około mili na południe znajdował się bród zwany Slat Mill Ford. Waller, dostrzegając okazję, wysłał generała lejtnanta (Lieutenant General) Johna Middletona by przeszedł most z dwoma pułkami jazdy i dziewięcioma kompaniami piechoty. Waller sam z 1000 żołnierzy przeszedł bród mając zamiar uderzyć na tyły Rojalistów frontalnie i ze skrzydła.
Cropredy Bridge broniony był przez dragonów królewskich, jednak wkrótce stanęli wobec przeważających sił Middletona, przed którym z kolei nagle pojawiła się cała armia królewska. Było to spowodowane tym, że król zaalarmowany możliwością zagrożenia swoich tyłów, wykonał zwrot i ruszył w kierunku Cropredy Bridge.
Wallera inicjatywa spotkała się z udanym przeciwdziałaniem młodego hrabiego Northampton, który zmusił wojska Parlamentu do cofnięcia się z powrotem przez bród. Jednak dragoni broniący mostu musieli ustąpić i oddali most siłom Parlamentu.
Karol miał szczęście posiadać bardzo zdolnych dowódców na tyłach swej armii. Koło Slat Mill młody hrabia Northampton, niemający jeszcze 20 lat, zareagował błyskawiczną szarżą, wypierając siły Wallera z powrotem za rzekę.
Most jednak został utrzymany przez dwa regimenty piechoty wojsk Parlamentu – pułkownika Ralpha Weldona oraz Towera Hamletsa.
Artyleria Wallera prowadziła ciągły ogień ze swojej korzystnej pozycji na wzgórzu Bourton, zmuszając Rojalistów do wycofania się dalej od rzeki.
Pomimo tego gwardia królewska pod wodzą lorda Bernarda wyparła siły Parlamentu po raz drugi za rzekę i przejęła kontrolę nad Cropredy Bridge, po czym była jeszcze zdolna dopaść i przejąć baterię 11 dział. Pobity Waller wycofał się.

## Po bitwie
Następnego wieczora obie armie nadal stały naprzeciw siebie oddzielone rzeką Cherwell. Karol wykorzystał przerwę w walkach by wysłać swego sekretarza wojny (Secretary of War), Edwarda Walkera, w celu nawiązania pertraktacji. Jednak ze strony wojsk Parlamentu nadeszła odpowiedź, że nie mają upoważnienia do prowadzenia jakichkolwiek pertraktacji z Rojalistami.
Z powodu otrzymanych wieści o dodatkowych siłach Parlamentu znajdujących się w pobliżu oraz z powodu braków w zaopatrzeniu wojska Rojalistów odeszły, zabierając zdobytą artylerię Wallera ze sobą.
Chociaż William Waller stracił inicjatywę w bitwie, Król nie chciał ryzykować przeprawy w poprzek rzeki i walka zakończyła się czymś w rodzaju sytuacji patowej.